# Andau
Andau è un comune austriaco di 2 350 abitanti nel distretto di Neusiedl am See, in Burgenland; ha lo status di comune mercato (Marktgemeinde).

## Storia
Andau e tutto il Burgenland appartennero all'Ungheria sino al 1921.

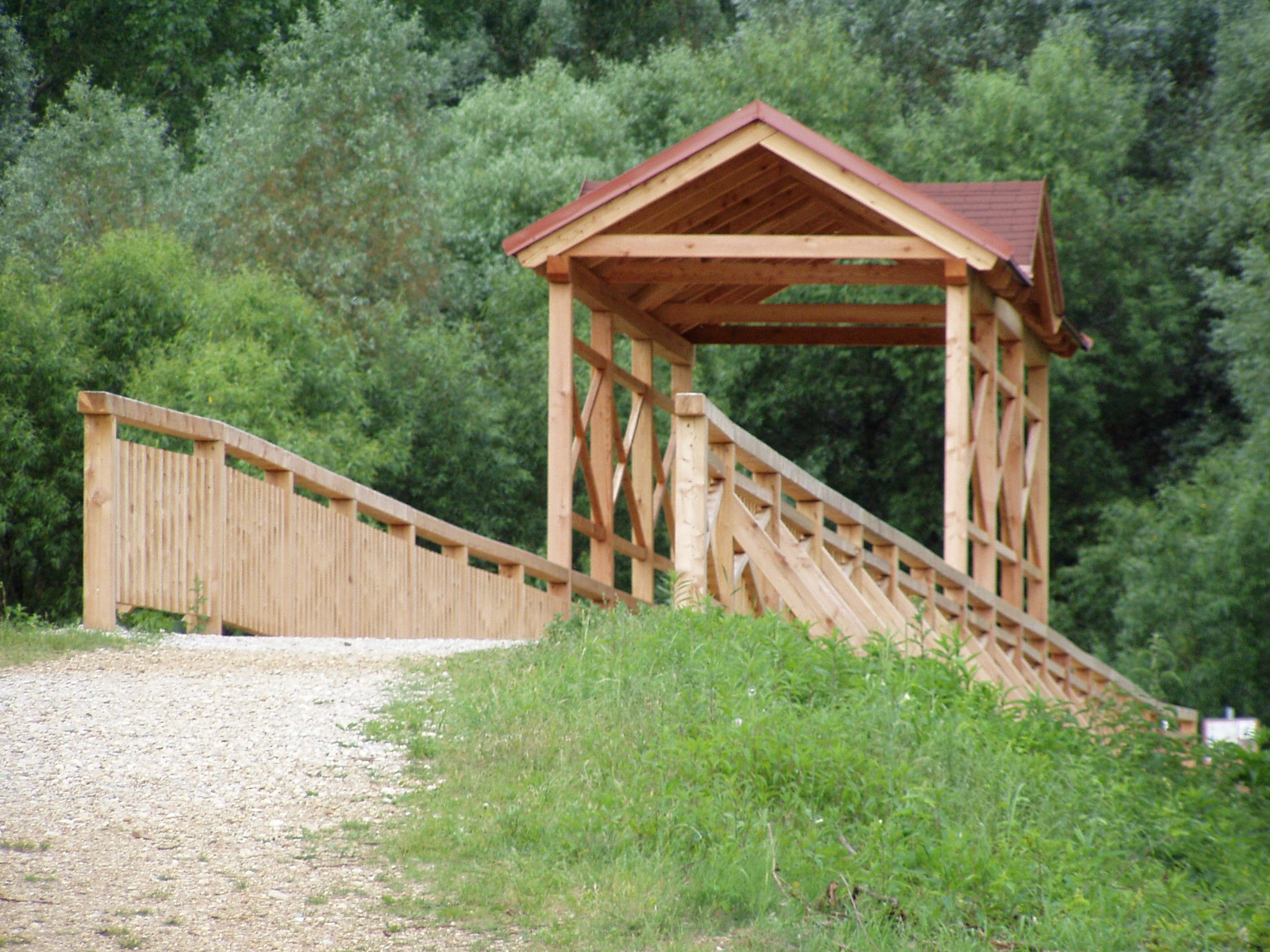
Il ponte di Andau

La costruzione più celebre di Andau è il ponte sull'Einser-Kanal al confine con l'Ungheria, che fu una via di fuga per circa 70 000 degli oltre 200 000 ungheresi che lasciarono il Paese in seguito alla rivoluzione del 1956. Il ponte fu fatto saltare dai sovietici il 21 novembre 1956. Nel 1996, nel 40º anniversario della Rivoluzione ungherese, il ponte è stato totalmente ricostruito.